# Semlin (Zblewo)
Semlin ['semlin] (kaschubisch Sémlinó, deutsch Groß Semlin, 1910–1919 Deutsch Semlin) ist ein Dorf im Powiat Starogardzki (Preußisch Stargard) in der Woiwodschaft Pommern, Polen.

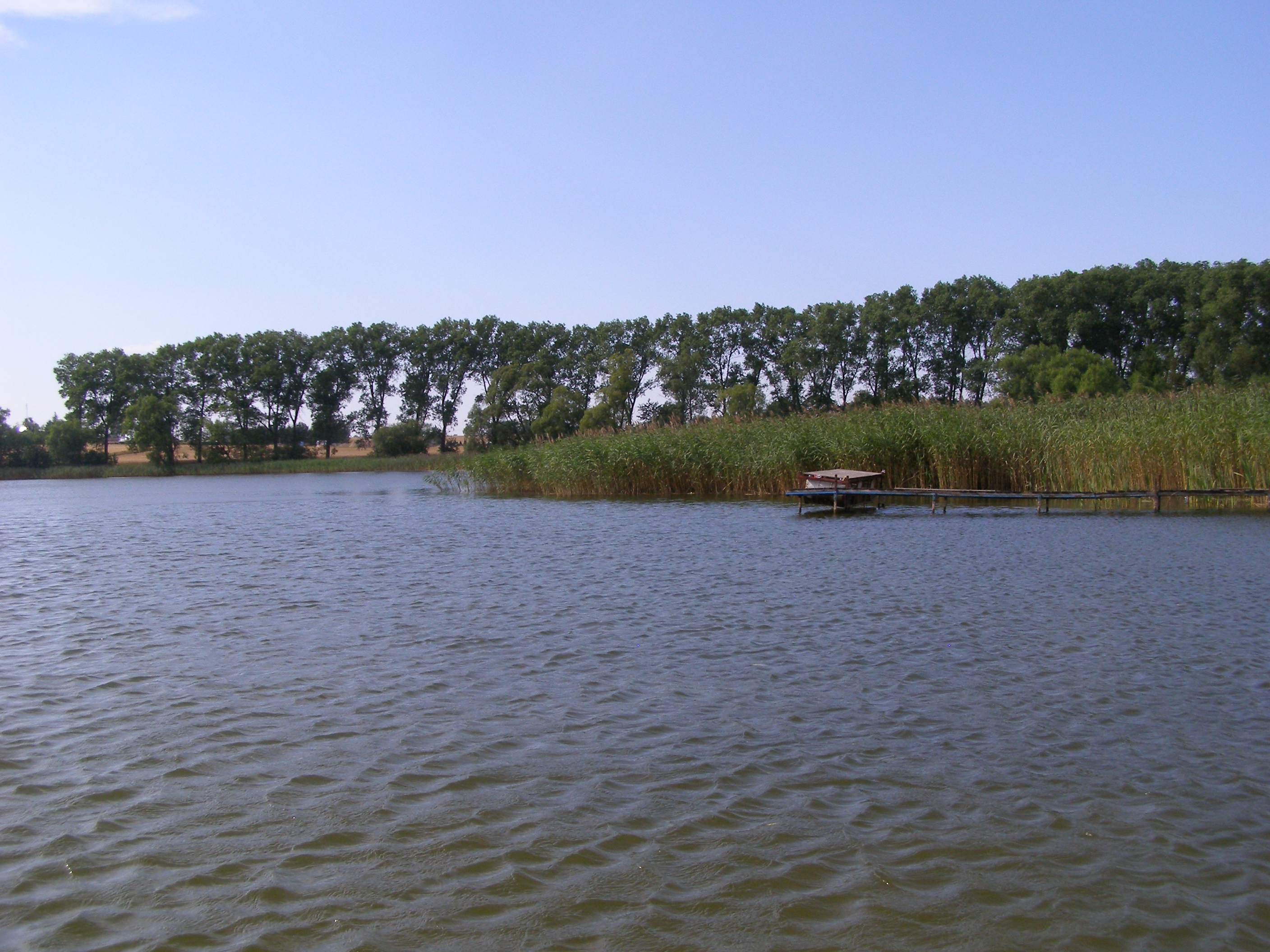
Der Semliner See

## Geographie
Semlin liegt etwa 7 km nordöstlich von Zblewo (Hochstüblau), 10 km westlich von Starogard Gdański und 46 km südlich der Regionalhauptstadt Danzig. Das Dorf befindet sich in der ethnokulturellen Region Kociewie in der historischen Region Pommerellen.
Semlin liegt am Nordufer des Semliner Sees (Jezioro Semlińskie). Nördlich des Dorfes grenzt der Powiat Kościerski („Kreis Berent“) an, mit Kleszczewo (Kleschkau) als nächstem Dorf. Östlich von Semlin befindet sich, am Nordrand des Pelpliner Forstes und etwa 5 km südlich von Lipia Góra Mała (Lindenberg), das Dorf (ohne Schulzenamt (sołectwo)) Semlinek (Klein Semlin, auch Deutsch Semlin). Der nächste Bahnhof befindet sich in Krąg (Krangen).

## Geschichte
Semlin war ein königliches Dorf der polnischen Krone, das heute administrativ im Landkreis Starogard Gdański in der Woiwodschaft Pommern liegt.
Urnen, die um 1885 im Wald bei Semlin entdeckt wurden, zeugen von einer frühen Besiedlung im Zeitraum 700–400 v. Chr.
In einer Urkunde der Zisterzienser von Pogódki (Pogutken) von 1274 wurde das Dorf unter dem Namen Szemely angegeben. „Im Burgbezirk von Ryschau lagen Zymplin (Semlin), Pinsđin, Schönhagen (?); Borzechow und Zblewo dagegen gehörten zur Komthurei Mewe und zwar zum Thymauer Bezirk“, heißt es in der Altpreußischen Monatsschrift 1867.
1347 wurde Semlin dem Kulmer Recht unterstellt. Im 15. Jahrhundert gehörte es zum Amt Tczew. 1570 bestand das königliche Eigentum von Semlin aus 50 Lehen, darunter 27 unbebauten (1615 wurde aus 14 unbebauten Lehen ein einzelner Hof geschaffen). Im 16. Jahrhundert gehörte Semlin zum Starost in Kiszewo (Kirschbuden) und in steuerlicher, gerichtlicher und sejmischer Hinsicht zum Powiat Tczewski. Im Zweiten Nordischen Krieg (1655–1660) wurde das Anwesen verlassen. Auf den verlassenen Feldern wurden zwei Güter geschaffen: (Neu) Semlin und Semlinek (Klein Semlin). Beide Güter wurden nach Pinczyn (Pinschin) eingepfarrt.
Im Geographischen Lexikon des Königreichs Polen lauten die Ortsnamen Samlin und Samlinek, wobei letzterem der Zusatz al. Parpat beigefügt ist. Nach diesem Eintrag hieß Semlin im Jahr 1710 Samlino.
In einer Lustration (= kritischen Bestandsaufnahme) von 1624 werden folgende Ortschaften erwähnt: Schloß-Kischau, Alt-Kischau, Semlin, Pinschin, Sanddorf, Fersenau, Studzenitz, Czengardlo und Wigonin. In dieser Lustration fehlen die kleinen Siedlungen fast ganz.
1710 gab es in Samlino 18 Bauern, deren Besitz später in eine Produktionsgenossenschaft umgewandelt wurde. Das Herrenhaus gab dem Pfarrer in Pinczyn damals 3 Scheffel Roggen und 3 Scheffel Hafer aus seinem landwirtschaftlichen Ertrag.
Infolge der Ersten Polnischen Teilung 1772 fiel Semlin an Preußen. 1812 zog die Armee Napoleon Bonapartes durch das Gebiet. Seit 1818 gehörte der Kreis Preußisch Stargard – und damit auch Semlin – zum Regierungsbezirk Danzig in der Provinz Westpreußen. Einen wirtschaftlichen Aufschwung erlebte das Dorf in der zweiten Hälfte des 19. Jahrhunderts mit dem Bau der Bahnstrecke von Berlin nach Königsberg.
1824 landete Sekondeleutnant v. Raabe auf Klein Semlin. In einer Rangliste des Offizierkorps vom Jahr 1806 heißt es: „Sekondelieutenant v. Raabe, kam zum 3. Dragoner-Regiment 1807 ausgeschieden, 1824 auf Kl. Semlin bei Pr. Stargard.“
1868 wurden Groß Semlin, der Gutshof und Klein Semlin (Semlinek) getrennt voneinander dargestellt. 1869 zählte Semlin 139 Katholiken und 65 Evangelikale. Allein der Gutshof hatte 44 Katholiken und 51 Evangelikale. Semlinek hatte 65 Katholiken und 5 Evangelikale. 1871 zählte Semlin 196 Menschen. 1869 gab es in Groß Semlin 24, auf dem Gutshof 8 und in Semlinek 6 Wohngebäude.
Am 20. Juni 1874 wurde der Amtsbezirk Pinschin Nr. 21 aus der Landgemeinde Groß Semlin und den Gutsbezirken Groß Semlin, Klein Semlin, Pinschin, Semlin, Forst und Weiß Bukowitz gebildet (6 Gemeinden/Gutsbezirke). Er wurde zunächst verwaltet vom Amtsvorsteher in Groß Semlin. Das Amts-Blatt der Königlichen Regierung zu Danzig, Danzig, den 13. Juni 1874, nennt in einem „Verzeichniß der Amtsbezirke, der Amtsvorsteher und der Stellvertreter derselben im Kreise Pr. Stargardt“ den Gutsbesitzer Kirstein in Gr. Semlin und den Gutsverwalter und Lieutenant in Kl. Semlin Kleist.
1885 gab es in Groß Semlin 30 (nach anderen Angaben 47), auf dem Gutshof 7 (14) und in Semlinek ein Wohnhaus. Damals betrieb das Gut in Semlin eine Stärkefabrik, während Semlinek gute Ergebnisse bei der Zucht niederländischer Rinder erzielte und große Mengen Milch produzierte. Um die Wende des 19. und 20. Jahrhunderts beabsichtigte ein in Semlin lebender Pole namens Kazimierz Milewski, der mit einer Cousine des Pfarrers Józef Larisch (1848–1919) aus Pinczyn verheiratet war, das Anwesen in Semlin von den Deutschen zu kaufen und es dann unter den Polen aufzuteilen (nach dem Vorbild der polnischen Paketfirma in Pinczyn im Jahr 1888). Dem hat die preußische Regierung aber nicht zugestimmt. 1907 wurde das Anwesen an deutsche Kolonisten verkauft. 1909 teilte die in Posen ansässige deutsche Kolonisationskommission die Dörfer Groß Semlin und Klein Semlin auf, und die Wohnplätze wurden nun als Deutsch Semlin bezeichnet. Die Kolonisten wurden aus dem Westen herangeführt. Man wollte den einheimischen Deutschen die Grundstücke nicht geben, da befürchtet wurde, dass sie noch Polnisch sprechen würden. Wenn einer von ihnen (ausnahmsweise) viel erhielt, erhielt er keine staatlichen Kredite für den Bau von Gebäuden.
Die einklassige Schule war im Gutshaus zu Groß Semlin untergebracht.
Infolge des Versailler Vertrages fiel Semlin 1920 an Polen. Im Zweiten Weltkrieg war Semlin vom September 1939 bis zum März 1945 von deutschen Truppen besetzt.
1960 gab es in Semlin 105 einzelne Betriebe. 1965 zählte Semlin 407 Einwohner. Semlinek zählte 1960–67 insgesamt 6 Haushalte.
Von 1975 bis 1998 gehörte Semlin zur Woiwodschaft Danzig.

## Schulwesen
Die Schule für Kinder polnischer Staatsangehörigkeit wurde 1909 gegründet.
Derzeit gibt es im Dorf eine Grundschule.

## Kirche
Die Pfarrkirche befindet sich in Kleszczewo Kościerskie.

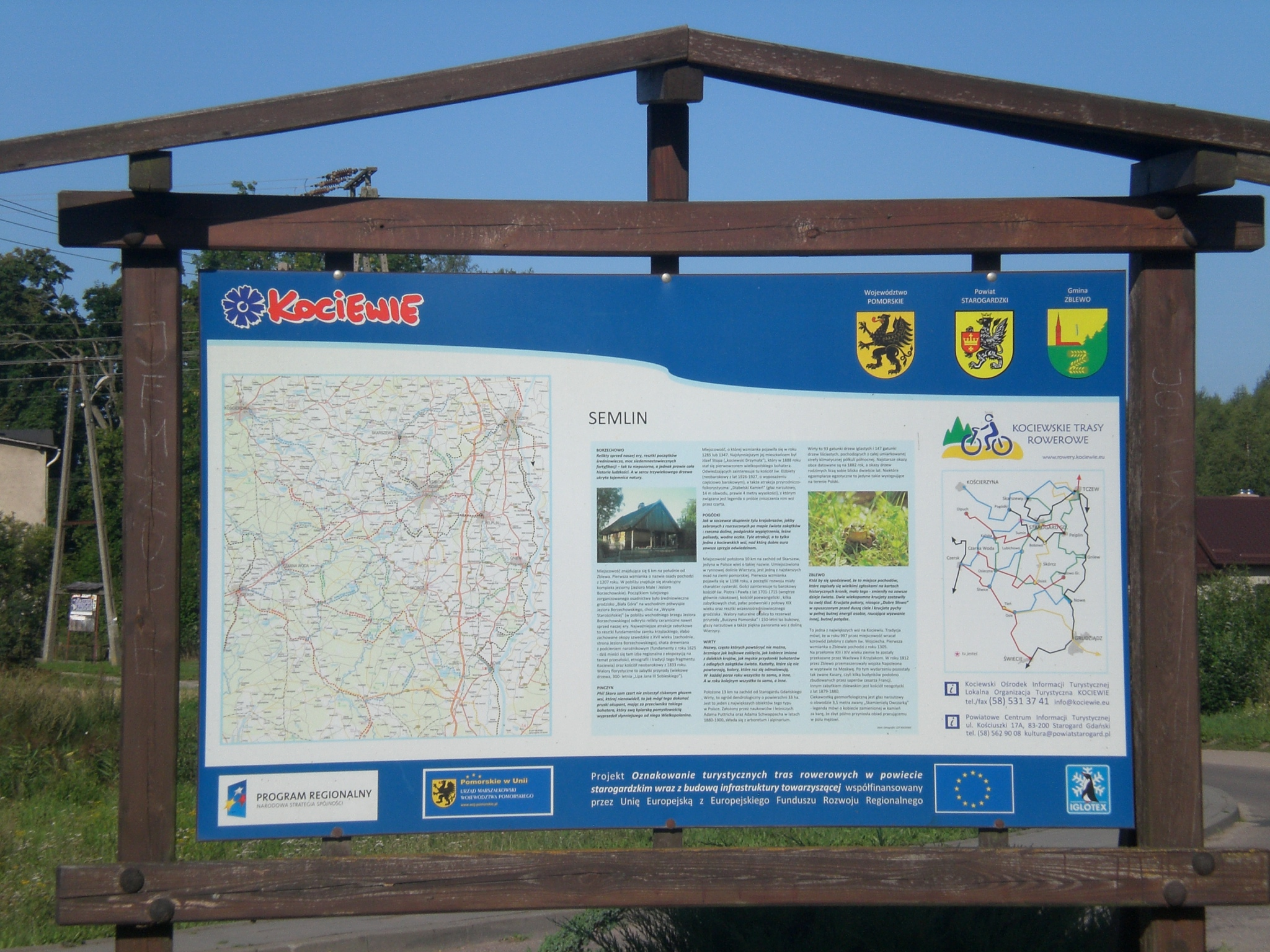
Infotafel in Semlin

## Gemeinde
Zur Landgemeinde (gmina wiejska) Zblewo gehören 16 Ortsteile mit einem Schulzenamt. Sie erstreckt sich über eine Fläche von 137,96 km², wovon 60 % landwirtschaftlich genutzt werden und 28 % bewaldet sind.

## Persönlichkeiten
- Ernst Kirstein (1851–1892), Sohn des Gutsbesitzers und Amtsvorstehers (seit 1874) des Amtsbezirks Pinschin W. Kirstein, Verfasser des Beitrags „Die Entwickelung der Viehzucht und Viehnutzung im Preußischen Staate von 1816–1883“ in Thiels landwirtschaftlichen Jahrbüchern XIII, S. 615